# Opius flavipes
Opius flavipes är en stekelart som beskrevs av Szepligeti 1898. Opius flavipes ingår i släktet Opius och familjen bracksteklar. Inga underarter finns listade i Catalogue of Life.